# 仮面ライダーW RETURNS
『仮面ライダーW RETURNS』（かめんライダーダブル リターンズ）は、2011年に東映Vシネマとして全2作が制作された、特撮テレビドラマ『仮面ライダーW』のオリジナルビデオ作品。

## 概要
平成仮面ライダーシリーズ初のオリジナルビデオで、4月発売の「仮面ライダーアクセル」と7月発売の「仮面ライダーエターナル」の2作からなる。同シリーズのオリジナルビデオは、これまでに『真・仮面ライダー 序章』や児童誌の専売作品などが発表されていたが、いずれも単発作品やテレビシリーズの放送期間中にリリースされたものであり、テレビシリーズの放送終了後にこういった作品が発売されるのはシリーズ初となる。また、テレビシリーズや劇場版におけるサブキャラクターを主人公に据えたスピンオフ作品であると共に、敵キャラクターを主人公にした作品もシリーズ初である。
映画『仮面ライダーW FOREVER AtoZ/運命のガイアメモリ』ディレクターズカット版のオーディオコメンタリーによると、左翔太郎役の桐山漣はプロデューサーの塚田英明や監督の坂本浩一と会うたびに、本作品の続編として「仮面ライダージョーカーの作品をやりたい」と要望しているといい、テレビシリーズの最終話でフィリップが消滅してから復活するまでの1年間は、翔太郎が単独で仮面ライダージョーカーに変身して戦っていたという裏設定があることから、坂本も「作りたい」と語っているうえ、桐山も2013年4月9日の自身のブログで触れている。このことは、塚田も桐山との対談中に「漣くんから宿題があるんですけど…（笑）」と話題に上げている。

## 『仮面ライダーアクセル』
2011年4月21日発売。タイトル通り仮面ライダーアクセルこと照井竜を主人公に据え、映画『仮面ライダー×仮面ライダー オーズ&ダブル feat.スカル MOVIE大戦CORE』の後日談として位置付けられた作品となっている。

### ストーリー（アクセル）
亜樹子との新婚生活をスタートさせた照井竜はある夜、謎のドーパント部隊によってスリ常習犯のグループが惨殺される現場に遭遇する。合同捜査のために風都署に派遣されてきた相模刑事、大野刑事らと共に捜査を開始した竜率いる超常犯罪捜査課は、殺害されたスリグループの生き残りである葛木葵と接触する。
警察を振り切って逃走する葵を竜が確保するが、その矢先に例のドーパント部隊に襲われ、さらに葵にアクセルメモリを掏り取られたため、変身もできないまま応戦することとなる。だがその最中に遭遇したドーパント部隊の親玉、コマンダー・ドーパントが竜の拳銃で刃野刑事を狙撃し、竜はその濡れ衣を着せられて葵と共に警察から逃亡する羽目になる。
一方、竜が美女と逃亡したことを知り激怒した亜樹子までも離婚届を携えて竜を追い始める。

### 登場人物（アクセル）
本作品オリジナルの人物を記述。
葛木 葵（）
風都に住む、スリの常習犯。警察を「父親を殺した人殺し」と見なし、信用していない。3日前に宝石店前で相模からミュージアムから流出したガイアメモリ強化アダプターを掏り取ったことから、コマンダー・ドーパントに命を狙われる。
最初は竜のことも拒絶し彼のアクセルメモリを盗むも、彼と行動を共にするうちに良心が芽生え、最後には持ち前のスリのテクニックでコマンダー・ドーパントに追い詰められていた竜の窮地を救い、竜に今度こそ悪事から足を洗うと約束して自首した。

大野 幸弘（）
捜査三課集団スリ特別捜査班の刑事で、スリの常習犯である葵とは顔見知り。叩き上げの刑事として人一倍のプライドを持ち、それゆえエリートである竜を快く思っていない。また竜が頻繁にドーパント事件に関わるのが、本当に偶然なのかと疑ってもいた。
尊敬する相模の影響から、犯罪者を「ゴミ」と呼び、更生することなどないと思っている。そのことから竜にコマンダー・ドーパントの正体ではないかと疑われていた。相模が逮捕され、彼の本性を知ったことで、自分の今までの刑事としての形振りが間違っていたことを悟り、心を入れ替え、最後には葵が変われるように全力を尽くすことを約束した。

相模 広志（） / コマンダー・ドーパント
捜査三課集団スリ特別捜査班の班長である大野の上司。大野と共に連続スリ殺害事件の捜査に協力するため、風都に訪れる。
その正体は、物語の2年と3日前に自分が逮捕した犯罪者に妻を殺されたことからガイアメモリの力で犯罪者に対する私刑を行なってきた、スリ殺害事件の真犯人。似た境遇の竜に共謀を呼び掛けるが、拒否した竜に敗北しメモリブレイクされた末、逮捕された。
犯罪者を「社会のゴミ」と嫌いながらも自分の行いも悪だと自覚しており、亜樹子を殺した自分を殺させることで、竜に再び憎しみを持たせ新たな犯罪者への死刑執行人にすることを目論んでいた。

マサル
葵のスリ仲間。葵が掏り取ったガイアメモリ強化アダプターを、スリの元締めである先生に売り渡した。
その後、竜に問い詰められて彼らを先生の下へ案内することになる。

先生
葵やマサルの上司に当たる、スリの元締め。
ガイアメモリ「ユニコーン」の所有者であり、竜に追い詰められた際にガイアメモリ強化アダプターと併用してドーパントに変身しようとしたが、直前に竜に阻止され、メモリを破壊された。

葵の父親
数年前まで葵とともにスリを行なっていたが、葵を庇って自首しようとしたところをコマンダー・ドーパントに殺害された。

ノブ / 新田 信輝（）、ミキ / 細谷 美紀恵（）
葵のスリ仲間。本編冒頭、仮面兵士たちに殺害された。

### 仮面ライダー（アクセル）

#### 仮面ライダーアクセルブースター
ガイアメモリ強化アダプターによってアップグレードしたアクセルの強化形態。基本カラーは黄。マスクのゴーグルは飛行時の空気抵抗をガードする黒鉄色のシャッターで完全に密閉され、バイクフォームへ変身するための車輪が失われた代わりに飛行用のブースターが全身に無数に設けられている。変身にはガイアメモリ強化アダプターを装着したアクセルメモリが用いられる。
ブースターの爆発的な加速力で自在に飛行可能で、全身のブースターにより縦横無尽に空中を飛び回る高い機動性を活かした三次元的な空中戦闘を可能とする。
必殺技は低空飛行を行い、黄色いエネルギー刃を纏ったエンジンブレードで横一文字に切り裂くブーストスラッシャー。
『MOVIE大戦アルティメイタム』では、アンダーワールドにライダーリングの力で召喚されたアクセルがアクマイザーの装甲車を追跡する際に変身し、飛行能力がない仮面ライダーメテオと仮面ライダーなでしこを両腕に捕まらせた。
『風都探偵』では、フィリップによりアクセル専用に再調整された強化アダプターを装着して変身する。

### ドーパント（アクセル）
コマンダー・ドーパント
相模広志が「コマンダー」のガイアメモリを左腕に挿入して変身するドーパント。複数のミサイルを生成して同時発射するほか、左手首の装置ボムコンソールを使って時限式の爆弾ボムベルトや自分の意のままに動く分身体仮面兵士を生み出すことができる。電磁剣・コマンドソウやカッターを武器とする。
ガイアメモリ強化アダプターを使用することで、強力な光弾を発射する両肩の砲身を身にまとった強化態（コマンダー・ドーパント(グレードアップ)）となり、自身の各種能力と仮面兵士たちが強化される。
- 司令官のようなポジションであることから兵士のため、軍服のようなイメージから詰め襟の制服のような感じにしている。生物とメカを合わせた感じにするため、凶悪性を中の獣のような感じ、冷静さを外の制服のような硬さで出している。昆虫の皮膚のような感じで、外側を剥ぐと血塗れの筋肉が中にある感じとなっている。強化態は特にイメージソースはなく、アメリカンのおもちゃのような大きなパーツを描いている。

仮面兵士（コマンド部隊）
コマンダー・ドーパントが生み出した分身体。本体のコマンダー・ドーパントの頭部と似た形状のマスクと防弾スーツを着た兵士のような姿をしている。電撃を発する特殊警棒を武器に集団で行動する。大きなダメージを受けると消滅する。
- マスクはコマンダー・ドーパントの流用となっている。

### 世界観・用語（アクセル）
ガイアメモリ強化アダプター
ミュージアムから流出したと言われているアイテム。
ガイアメモリに装着することで内包された「地球の記憶」のプログラムを一時的にバージョンアップし、能力を3倍に増幅させることが可能。装着時にはメモリのイニシャルと「DOWNLOAD COMPLETE」の文字が浮かび上がると同時に、「（装着したメモリ名）・Upgrade」と発声される。
アクセルメモリ以外にコマンダー・ユニコーンメモリに装着された。
『風都探偵』では、残ったアダプターは事件後にフィリップに預けられており、前述の通りアクセル用に調整が施された。

### 音楽（アクセル）
主題歌「Leave all Behind」
作詞 - 藤林聖子 / 作曲 - Ryo / 編曲・歌 - Wilma-Sidr
テレビシリーズではアクセルのテーマソングとして扱われていた。
挿入歌「Cyclone Effect」
作詞 - 藤林聖子 / 作曲 - AYANO / 編曲 - Labor Day / 歌 - Labor Day

### キャスト（アクセル）
- 照井竜 / 仮面ライダーアクセル - 木ノ本嶺浩[10]
- 照井亜樹子 - 山本ひかる
- 真倉俊 - 中川真吾
- 風麺マスター - どうきひろし
- リリィ白銀 - 長澤奈央
- フランク白銀 - 山野史人
- 葛木葵 - 滝裕可里[10]
- 葵の父親 - 諏訪太朗
- 大野幸弘 - 俊藤光利
- マサル - 山本康平
- 先生 - 野口雅弘
- ノブ - 新田健太
- ミキ - 広村美つ美
- 女用心棒 - 下園愛弓
- 酔っ払い - 長谷川圭一
- 財布をスられる男[11][注釈 3] - 高橋一浩
- 喫茶店の客[12][注釈 3] - 塚田英明、日笠淳
- 刑事A - 福田繁
- 刑事B - 江南知也
- 阿久津かおり、望月智弥、リサ、玄也、中島沙樹、由希、大村亨
- 発売予告ナレーション[13] - 穴井勇輝
- 板倉徹、丹野宜政
- 相模広志 - 田中実
- 左翔太郎 / 仮面ライダーW - 桐山漣
- フィリップ / 仮面ライダーW - 菅田将暉
- 刃野幹夫 - なだぎ武（ザ・プラン9）

#### スーツアクター（アクセル）
- 仮面ライダーアクセル[14] - 永徳
- 仮面ライダーW[14] - 高岩成二
- コマンダー・ドーパント[14] - 藤井祐伍
- 渡辺淳
- 石井靖見
- 藤田慧
- 佐藤太輔
- 南誉士広
- 浅井宏輔
- 人見早苗
- 五味涼子
- 金田進一
- 細川晃弘
- 岡田貴善[注釈 4]
- 蔦宗正人
- 内川仁朗
- 白崎誠也
- 松本竜一
- 井原康友
- 福沢博文
- 矢部敬三
- 中村博亮
- 栗田政明
- 高谷裕己

### 他媒体展開（アクセル）

#### スペシャルイベント（アクセル）
アクセルVSエターナル
2011年2月27日、中野サンプラザホールにて開催された『仮面ライダーアクセル』『仮面ライダーエターナル』完成記念スペシャルイベント。『アクセル』の全編上映、『エターナル』のダイジェスト上映、特別ショー「アクセルVSエターナル」、出演俳優によるトークショーが行なわれた。

#### ソフト（アクセル）
Blu-rayとDVDでリリース。
- 仮面ライダーW RETURNS「仮面ライダーアクセル」（1枚組、2011年4月21日発売）
  - 映像特典
    - 仮面ライダーアクセル・メイキング
    - 仮面ライダーエターナル・メイキング・ダイジェスト
    - トレーラー集

  - 音声特典
    - オーディオコメンタリー（監督・アクション監督：坂本浩一×プロデューサー：塚田英明）

  - 初回限定特典
    - 復刻版ガンバライドカード（2枚）
    - 早瀬マサト描き下ろしスペシャルカード（1枚）

#### 映画（アクセル）
『仮面ライダー×仮面ライダー ウィザード&フォーゼ MOVIE大戦アルティメイタム』（2012年12月8日公開）
『仮面ライダーウィザード』と『仮面ライダーフォーゼ』の映画作品。仮面ライダーアクセルブースターが登場。

#### ネット配信（アクセル）
- 東映特撮YouTube Official
  - 2019年11月9日 - 12月8日[16]
  - 2022年8月13日 - 20日[17]

## 『仮面ライダーエターナル』
2011年7月21日発売。映画『仮面ライダーW FOREVER AtoZ/運命のガイアメモリ』の前日譚が物語の中心となっており、同作品の敵役として登場した仮面ライダーエターナルこと大道克己を主人公としている。NEVERの過去に起きた出来事を、現代の登場人物の回想によって語っていくという構成が取られており、この現代パートは『MOVIE大戦CORE』の後日談とされている。

### ストーリー（エターナル）
試作型ガイアメモリによる風都市民の暴走を食い止めていたWは、超能力を操る女性ミーナに突如襲われる。何とか彼女をなだめたWこと翔太郎とフィリップたちは、彼女からかつて風都タワーで死闘を繰り広げた宿敵・大道克己 / 仮面ライダーエターナルの意外な過去を知ることとなる。
遡ること数年前。羽原レイカを最後のメンバーに加えた、大道克己率いる傭兵部隊「NEVER」は、東南アジアの某国においてテロリスト掃討任務の最中、超能力兵士「クオークス」のミーナと遭遇し交戦。だが克己は、ミーナが深い苦しみを抱いて戦っていることに気付き、止めを刺さずに「お前を戦わせている奴は誰だ?」と問う。しかしそこに同じくクオークスであるロイドとシオンが現れ、ミーナを巡って交戦に。さらに仮面ライダーエターナル レッドフレアも現れ、敗北を喫した克己とレイカはクオークスの超能力訓練施設「ビレッジ」に連行されてしまう。
「ビレッジ」において過酷な生活を強いられているクオークス候補者たちを目の当たりにした克己は、クオークスの開発者であるドクター・プロスペクトを倒すことを決心する。

### 登場人物（エターナル）
本作品オリジナルの人物を記述。
ミーナ
超能力兵士「クオークス」の女性。ただ一人パイロキネシス・サイコキネシス・サイコメトリーの三種の超能力を使いこなせるため、プロスペクトに寵愛されている。
戦闘任務に携わることもあるが、戦いは本意ではなく、それを克己からも見抜かれていた。
アイズ・ドーパントの能力で死亡した際、レイカはNEVERの一員として蘇生させることを克己に進言するが、克己は決意を鈍らせないために、蘇生を却下した。
だが、彼らが去った後、ミーナは息を吹き返した。当初は記憶を失っていたが、記憶を取り戻した後は克己の故郷の風都を訪れ、翔太郎たちに克己の過去を伝える。
当初は克己を倒したWへ復讐心を持っているかのような素振りを見せ、彼らに超能力を振るったこともあったが、本当は克己の非を理解しており、彼がただの悪人では無かったことを理解して欲しかっただけであった。

ドクター・プロスペクト / アイズ・ドーパント
クオークスの首領。クオークスを研究・開発した科学者。世界中から誘拐してきたクオークス候補者たちを「ビレッジ」という施設で管理している。
口調は穏やかだが残忍かつ傲慢な性格で、自らを「千の目を持つ男」と称し、一方で克己たちNEVERを「ゾンビ共」と見下している。目薬を常用し、差す度に強いリアクションを見せる。
終盤、自分に反旗を翻しビレッジを脱出しようとしたミーナやクオークス候補者たちを、予め自身が彼らに埋め込んでいたアイズ・ドーパントの能力のひとつ「瞳」で皆殺しにするが、このことが克己の人格を変貌させてしまい、エターナルに変身した彼を始めとするNEVERの総攻撃を受けた末に、エターナルレクイエムによってメモリの機能を停止された後、キックを受けて敗北。
自分自身が見下していたはずの死体に成り果てるという皮肉を克己から告げられつつ、エターナルレクイエムの影響で制御不能となった「瞳」の能力を自らが受け、死亡した。
- 目薬は、アイズ・ドーパントであることから、目に特徴を持たせるため、『レオン』のゲイリー・オールドマンのようにしている。

ロイド
プロスペクトの側近であるクオークス。普段は冷静さを装っているが、戦闘時には激情を露わにパイロキネシスを使いこなす。右耳のドリームキャッチャー型のイヤリングを指で弾く癖を持つ。
ビレッジにおけるNEVERとの戦いで剛三の棒術の前に敗れる。

シオン
プロスペクトの側近であるクオークス。クオークスこそ進化した新たな人類であると絶対の自信を持つ、サイコキネシスやパイロキネシスの使い手。
ビレッジにおけるNEVERとの戦いで京水に倒された。

リキ、チョウさん、ノンコ
プロスペクトによって攫われてきたクオークス候補者たち。
当初は「克己を倒した者を側近にする」というプロスペクトの言葉に従って克己を襲うが、後に彼の言葉やミーナの説得で他の候補者たちと共にプロスペクトへの反旗とビレッジからの脱出を決意。NEVERメンバーと共にクオークスを倒してビレッジから脱出したが、その直後にアイズ・ドーパントの能力によって全員命を奪われてしまう。

### 仮面ライダー（エターナル）

#### 仮面ライダーエターナル レッドフレア
財団Xの加頭順が試用変身した姿で、エターナルの本来の基本変身形態。変身にはT1エターナルメモリが用いられる。
克己が変身するブルーフレアとは、腕とアンクレットの炎の刻印が赤く、コンバットベルトとエターナルローブが現出していないなどの差異がある。作中での攻撃は、加頭が持つ超能力兵士・クオークスとしてのサイコキネシスのみを使用していたため、具体的な能力の違いまでは描写されていない。
克己をサイコキネシスで攻撃し追い詰めるが、エターナルメモリの力に惹かれた克己が接近し、ロストドライバーに触れた際、電撃が走り加頭の意思と無関係に変身が解除されてしまった。加頭はこの現象を「試作品のための不調」と判断していたが、実際はT1のエターナルメモリで変身していたため、安定性が低く、ガイアメモリの特性である高い適合率を持つ克己に惹かれたため、加頭を拒絶していた。克己がメモリを使用し変身するとこの形態を一瞬経てブルーフレアに変化した。

### ドーパント（エターナル）
本作品の時点ではT2ガイアメモリが存在しないため、NEVERメンバーが変身するT2ドーパントは未登場。

アイズ・ドーパント
ドクター・プロスペクトが「アイズ」のガイアメモリを右首に挿入して変身するドーパント。大きな両手と名前に反した眼のない頭部が特徴。
瞳力に優れ、相手の筋肉・骨格・表情から次の行動を予知して行動することが可能。俊敏な動きで相手を翻弄する。両腕に付いた巨大な目玉は切り離して独自に浮遊させることができ、破壊光弾を発する。
また「瞳」なる端末を対象の頭部に埋め込むことができ、クオークス候補者たちをその能力で監視している。この端末を埋め込まれた相手が彼の許可なくビレッジの外に出た際には自動的に相手の命を奪うようプログラムされているが、この機能に関しては完璧ではなくミーナは副作用（部分的な記憶喪失）を残しつつも奇跡的に蘇生した。また、ガイアメモリの能力を無効化するエターナルのマキシマムドライブを受けた結果、能力の制御が効かなくなったことでプロスペクト自身に埋め込んでいた「瞳」に上述のプログラムが発動してしまい、その結果、プロスペクトは死亡することとなった。
同時生成できる「瞳」の数は相当なものであり、監視以外にも戦闘時には小型爆弾のような攻撃手段としても使用可能。
- 眼を顔からなくして手に持たせている。地味に仕上げたコマンダーの対比として派手な色となっている。デザイン画ではサイズ的に紙に収まらず、足が描けなかったため、特に意味はないポーズとなったが、貴重なドーパントのイメージがあったため、そのままのものとなった。装飾的な描き込みも特に意味やモチーフはないという。

ユートピア・ドーパント
加頭順が変身。
このころはまだネクロオーバーとしての身体能力強化以前で、戦闘時に使う能力もテレビシリーズでの登場時より少ない。

スイーツ・ドーパント
テレビシリーズ第9話・第10話にも登場したドーパント。本作品では“スイーツの男”という人物が、流出した試作品メモリを用いて変身した別個体が登場し、冒頭でW サイクロンジョーカーと戦う最中に変身中は無防備になるフィリップの体を盾にしたが、最後はジョーカーエクストリームでメモリブレイクされた。

### 世界観・用語（エターナル）
財団X
テレビシリーズにも登場した死の商人。本作品でも物語の裏で暗躍し、クオークスに対してもミュージアムやNEVERと同様に投資対象としていたことが明かされている。

クオークス
ドクター・プロスペクトが研究している、超常能力を増幅する細胞処置を受けた超能力兵士。財団Xの投資対象でもあり、ビレッジを拠点としている。
パイロキネシス、サイコキネシス、サイコメトリーといった様々な超能力を使いこなす。プロスペクトが死亡した後、クオークスの研究がどうなったかは劇中では明言されていないものの、ミーナが現代で自由の身になっていたことから、研究は凍結したか中止されたことがうかがえる。

ビレッジ
ドクター・プロスペクトが管理している東南アジアの村。村内には電磁パルスが張り巡らされており、最大出力で降下させることで「天の裁き（別名：ヘブンズフォール）」を起こし、レベルの低い村民は消滅してしまう。
後の『仮面ライダー×仮面ライダー ウィザード&フォーゼ MOVIE大戦アルティメイタム』ディレクターズカット版の追加シーンでは、JKのセリフに「ビレッジ」の名前が登場しており、かつて番場影人が所属していたことが示唆されている。

### 主題歌（エターナル）
「cod-E 〜Eの暗号〜」
作詞・作曲 - 松岡充 / 歌 - SOPHIA

### キャスト（エターナル）
- 大道克己 - 松岡充[10]
- 泉京水 - 須藤元気
- 羽原レイカ - 八代みなせ
- 芦原賢 - 出合正幸
- 堂本剛三 - 中村浩二
- プロフェッサー・マリア - 杉本彩
- 照井亜樹子 - 山本ひかる
- 加頭順 - コン・テユ
- ミーナ - 高梨臨[10]
- 田端 - 竹岡常吉
- ロイド - 富田翔
- シオン、羽原レイカ（吹き替え）[23] - 人見早苗
- リキ - 袴田裕幸
- チョウさん - 大月秀幸
- ノンコ - 緑川静香
- スイーツの男 - 三条陸
- 山田千春、Mian、Blake Crawford、Bruno Pironti、木下鈴奈、岩崎瑞穂、大村亨
- 発売予告ナレーション - 穴井勇輝[13]
- 板倉徹、丹野宜政
- ドクター・プロスペクト - 春田純一
- 左翔太郎 - 桐山漣
- フィリップ、少年時代の克己（2役） - 菅田将暉

#### スーツアクター（エターナル）
- 仮面ライダーエターナル[14][24] - 渡辺淳
- 仮面ライダーW[14] - 高岩成二
- アイズ・ドーパント[14]、ユートピア・ドーパント[14] - 藤井祐伍
- 永徳
- 横田遼
- 金田進一
- 藤田慧
- 佐藤義夫
- 村岡弘之
- 中川素州
- 石井靖見
- 高田将司
- 南誉士広
- 新田健太
- 玄也
- 岡田和也
- 花川仁教
- 高橋玲
- 中野高志
- 神前元
- 白崎誠也
- 内川仁朗
- 井原康友
- 神尾直子
- 橋口未和
- 細川晃弘
- 蔦宗正人
- 片伯部浩正
- 松本竜一
- 大園千絵
- 矢部敬三
- 中村博亮
- 下園愛弓
- 栗田政明
- 高谷裕己

### 他媒体展開（エターナル）

#### スペシャルイベント（エターナル）
アクセルVSエターナル
2011年2月27日、中野サンプラザホールにて開催。#スペシャルイベント（アクセル）を参照。
NEVERフォーエバー
2011年6月27日、中野サンプラザホールにて開催された『仮面ライダーエターナル』完成記念スペシャルイベント。『エターナル』上映会と出演俳優によるトークショー、SOPHIAのミニライブが行なわれた。

#### ソフト（エターナル）
Blu-rayとDVDでリリース。
- 仮面ライダーW RETURNS「仮面ライダーエターナル」（1枚組、2011年7月21日発売）
  - 映像特典
    - 仮面ライダーエターナル・メイキング
    - トレーラー集
    - 坂本浩一監督によるアクション画コンテ集

  - 音声特典
    - オーディオコメンタリー（監督・アクション監督：坂本浩一×プロデューサー：塚田英明）

  - 初回限定特典
    - 復刻版ガンバライドカード（2枚）
    - 早瀬マサト描き下ろしスペシャルカード（2枚）

#### 映画（エターナル）
『仮面ライダー×仮面ライダー ウィザード&フォーゼ MOVIE大戦アルティメイタム』（2012年12月8日公開）
『仮面ライダーウィザード』と『仮面ライダーフォーゼ』の映画作品。ディレクターズカット版の追加シーンのJKの台詞で、前述の通り超能力研究施設「ビレッジ」の名称が登場。

#### ネット配信（エターナル）
- 東映特撮YouTube Official
  - 2019年11月10日 - 12月9日[16]
  - 2022年8月6日 - 14日[27]

## スタッフ
- エグゼクティブプロデューサー - 加藤和夫（東映ビデオ）
- プロデューサー - 本井健吾（テレビ朝日）、塚田英明・高橋一浩（東映）、佐藤現（東映ビデオ）
- スーパーバイザー - 小野寺章
- 原作 - 石ノ森章太郎（石森章太郎プロ）
- 脚本 - 長谷川圭一（仮面ライダーアクセル）、三条陸（仮面ライダーエターナル）
- 音楽 - 中川幸太郎、鳴瀬シュウヘイ
- 撮影 - 倉田幸治
- 照明 - 斗沢秀
- 美術 - 大嶋修一
- 録音 - 村上洋祐
- 編集 - 須永弘志
- 整音 - 曽我薫
- 助監督 - 伊藤良一
- スクリプター - 國米美子
- 制作担当 - 板垣隆弘
- AP - 望月卓
- 宣伝担当 - 斎藤貴晴（東映ビデオ）
- ラインプロデューサー - 道木広志
- ワイヤーアクションコーディネーター - 大西雅樹・小池達朗（アルファスタント）
- アクションコーディネーター補 - 渡辺淳（ジャパンアクションエンタープライズ）
- キャラクターデザイン - 早瀬マサト（石森プロ）、阿部統・高木義弘・三觜翼（PLEX）
- ドーパントデザイン - 寺田克也
- 特撮監督 - 佛田洋
- 製作 - 東映ビデオ、テレビ朝日、アサツーディ・ケイ
- 制作 - 東映
- 制作協力 - 東映テレビ・プロダクション
- 監督・アクション監督 - 坂本浩一